# Étienne Maurice Gérard
Étienne Maurice Gérard, conte Gérard (n. 4 aprilie 1773 - d. 17 aprilie, 1852), a fost un general francez ce s-a remarcat îndeosebi în timpul războaielor napoleoniene și mareșal al Franței, demnitate la care a fost ridicat de regele Ludovic-Filip I. În Sfânta Elena, Napoleon a spus despre general: „Generalii care păreau destinați să se ridice erau: Gérard, Clauzel, Foy și Lamarque. Ar fi fost noii mei mareșali.” („Les généraux qui semblaient devoir s’élever, les destinées de l’avenir, étaient Gérard, Clauzel, Foy, et Lamarque. C’étaient mes nouveaux maréchaux”.)
1. 1 2  Maurice Gérard, Roglo
2. 1 2  Maurice, Etienne Gérard, base Sycomore, accesat în 9 octombrie 2017
3. 1 2  Autoritatea BnF, accesat în 10 octombrie 2015
4. 1 2  Étienne Maurice Gérard, SNAC, accesat în 9 octombrie 2017
5. 1 2  étienne Maurice Gérard, GeneaStar
6. ↑  senat.fr